# Вовчок (рослина)
Вовчок (Orobanche) — рід паразитичних рослин родини Orobanchaceae, що нараховує близько 200 видів.

## Будова
Рослини цього роду не містять хлорофілу, оскільки не потребують фотосинтезу і усі поживні речовини беруть з тіла хазяїна. Білі, жовті чи сині стебла несуть на собі суцвіття з 10-12 ротикоподібних квітів. Проте є вид з однією квіткою — Orobanche uniflora.

## Класифікація
У світовій флорі рід Orobanche налічує близько 200 (за іншими даними 150) видів, поширених переважно у субтропічних і помірно-теплих областях Північної півкулі, хоча деякі види тепер трапляються як занесені або натуралізовані далеко за межами свого природного ареалу.
Для флори України наводиться від 21 виду, за виключенням 9 видів Phelipanche Pomel, до 32.

## Шкода
Вовчок соняшниковий (Orobanche cumana Wallr.) паразитує на соняшнику на півдні Європи, в Україні, Російської Федерації (особливо в Причорноморських регіонах) та Китаї. Цей облігатний паразит є квітковою перехресно запилюваною рослиною, що паразитує на коріннях соняшнику і значною мірою лімітує виробництво цієї основної олійної культури. Вагомий внесок у вивчення взаємин вовчка із соняшником внесений І. Г. Бейліним.